# Irish Glen of Imaal Terrier
Der Irish Glen of Imaal Terrier ist eine von der FCI anerkannte irische Hunderasse (FCI-Gruppe 3, Sektion 1, Standard Nr. 302).

## Herkunft und Geschichtliches
Dieser niederläufige, kräftige Terrier kommt aus dem Tal Imaal in der Grafschaft Wicklow in Irland. Früher wurde der Hund bei der Jagd auf den Fuchs eingesetzt, als Wettobjekt bei Hundekämpfen (gegen Ratten) und überhaupt, um Haus und Hof rattenfrei zu halten. Heute ist er ein guter Familienhund, auch auf Grund seiner höheren Reizschwelle im Vergleich zu anderen Terriern.

## Beschreibung
Dieser bis 35,5 cm große Terrier wird etwa 16 kg schwer. Er hat kleine Hängeohren, die sich bei Erregung etwas aufrichten. Sein Haar ist mittellang, von rauer Textur mit weicher Unterwolle, in Blau gestromt, von heller Weizenfarbe bis zu rötlich-goldener Schattierung. Die Maske ist üblicherweise schwarzblau; ein blauer Streifen kann sich auf dem Rücken, auf der Rute und auf den Ohren befinden.